# Bayan Har Shan
Bayan Har Shan (chiń. upr. 巴颜喀拉山脉; chiń. trad. 巴顏喀拉山脈; pinyin Bāyánkālā Shānmài; mong.: Bajan Char uul) – łańcuch górski w środkowych Chinach, w prowincji Qinghai, stanowiący przedłużenie Kunlunu. Rozciąga się na długości ponad 700 km, sięgając aż do granicy prowincji Syczuan. Najwyższy szczyt ma wysokość 5267 m n.p.m. Zbocza północne są łagodne, natomiast południowe opadają stromo ku dolinie rzeki Jangcy. Dominuje krajobraz chłodnej pustyni wysokogórskiej. Występują wieczne śniegi.